# 刘灵玲
刘灵玲（1994年11月8日—），福建福州人，中国女子体操运动员，主攻蹦床项目，世界冠军。在东京举办的2020年夏季奥林匹克运动会上获得女子蹦床项目银牌。

## 成绩
2014年获得在美国代托纳比奇举办的第30届世界蹦床锦标赛上获得冠军。
2015年获得在丹麦欧登塞举办的第31届世界蹦床锦标赛上获得亚军。2018年雅加达亚运会上刘灵玲用全场最高难度系数13.800获得55.270分，夺得女子个人金牌。2021年7月，入选2020年夏季奥林匹克运动会中国代表团。同月，她在东京奥运会上获得女子蹦床项目银牌。